# Robert Cimetta
Robert „Rob“ Cimetta (* 15. Februar 1970 in Toronto, Ontario) ist ein ehemaliger kanadischer Eishockeyspieler, der in der National Hockey League für die Boston Bruins und die Toronto Maple Leafs sowie in der Deutschen Eishockey Liga für die Adler Mannheim und die Berlin Capitals spielte.

## Spielerkarriere
Der 1,83 m große Flügelstürmer begann seine Karriere bei den Toronto Marlboros in der kanadischen Juniorenliga OHL, bevor er beim NHL Entry Draft 1988 als 18. in der ersten Runde von den Boston Bruins ausgewählt (gedraftet) wurde.
In der Saison 1988/89 absolvierte der Linksschütze seine ersten NHL-Einsätze für Boston, zudem spielte er für die Maine Mariners, dem damaligen Farmteam der Bruins in der American Hockey League. In der folgenden Spielzeit stand der Kanadier in 47 NHL-Partien auf dem Eis und erzielte dabei acht Tore und neun Assists. Im November 1990 wurde Cimetta schließlich von den Bruins in seine Heimatstadt Toronto zu den Maple Leafs transferiert, wo er in den folgenden zwei Jahren 49 Spiele absolvierte. Jedoch wurde er zusehends mehr bei verschiedenen Farmteams in der AHL und der IHL eingesetzt.
Zur Saison 1994/95 wechselte Rob Cimetta in die neu gegründete DEL zu den Adler Mannheim, für die er bis 1998 192 Saison- und Play-off-Spiele absolvierte und dabei 95 Tore und 132 Assists erzielte. Noch heute belegt Cimetta damit den fünften Platz in der teaminternen Tore-, Vorlagen- und Punktebestenliste. Mit den Adlern gewann Cimetta 1997 und 1998 zudem zweimal die Deutsche Meisterschaft. Seine Karriere beendete der Kanadier 2000 bei den Berlin Capitals, für die er schon in der Saison 1996/97 acht Spiele absolviert hatte.

### International
Aufgrund seiner starken Leistungen in seiner letzten OHL-Saison, die er als Torschützenkönig beenden konnte, wurde Robert Cimetta 1989 für die Kanadische Juniorennationalmannschaft nominiert, für die er sieben Spiele bei der U20-Weltmeisterschaft 1989 bestritt.

## Sonstiges
Nach Beendigung seiner sportlichen Karriere arbeitete Cimetta für eine US-amerikanische Finanzfirma Morgan Stanley. Bei den Anschlägen vom 11. September 2001 auf das World Trade Center hielt er sich im 61. Stock des Südturms auf, der als zweiter der beiden Türme von einem entführten Flugzeug gerammt wurde. Er konnte sich jedoch retten und blieb unverletzt.

## Erfolge und Auszeichnungen
- 1997 Deutscher Meister mit den Adler Mannheim
- 1998 Deutscher Meister mit den Adler Mannheim

## Karrierestatistik
(Legende zur Spielerstatistik: Sp oder GP = absolvierte Spiele; T oder G = erzielte Tore; V oder A = erzielte Assists; Pkt oder Pts = erzielte Scorerpunkte; SM oder PIM = erhaltene Strafminuten; +/− = Plus/Minus-Bilanz; PP = erzielte Überzahltore; SH = erzielte Unterzahltore; GW = erzielte Siegtore; 1 Play-downs/Relegation; Kursiv: Statistik nicht vollständig)